# سيات 127
سيات 127 (بالإنجليزية: SEAT 127)‏ هي سيارة صغيرة أنتجتها شركة صناعة السيارات الإسبانية سيات بين ربيع عام 1972 و1982، استناداً إلى سيارة فيات 127.